# Marcos Di Palma

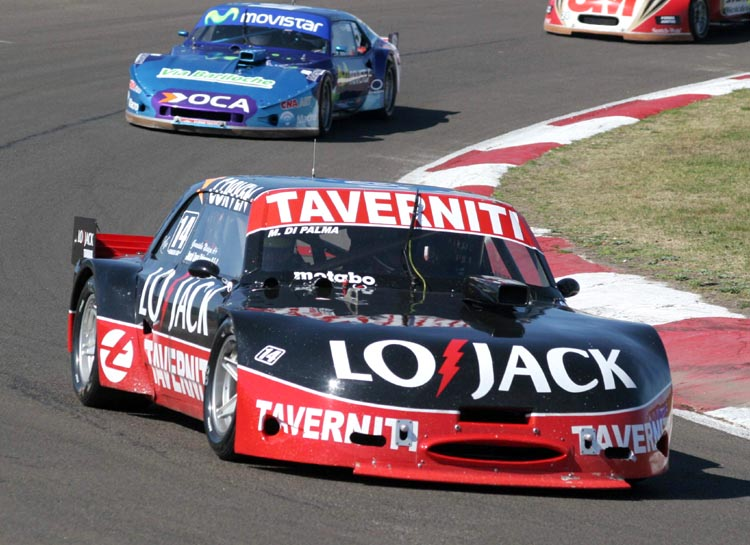
Torino Cherokee de Marcos del TC.

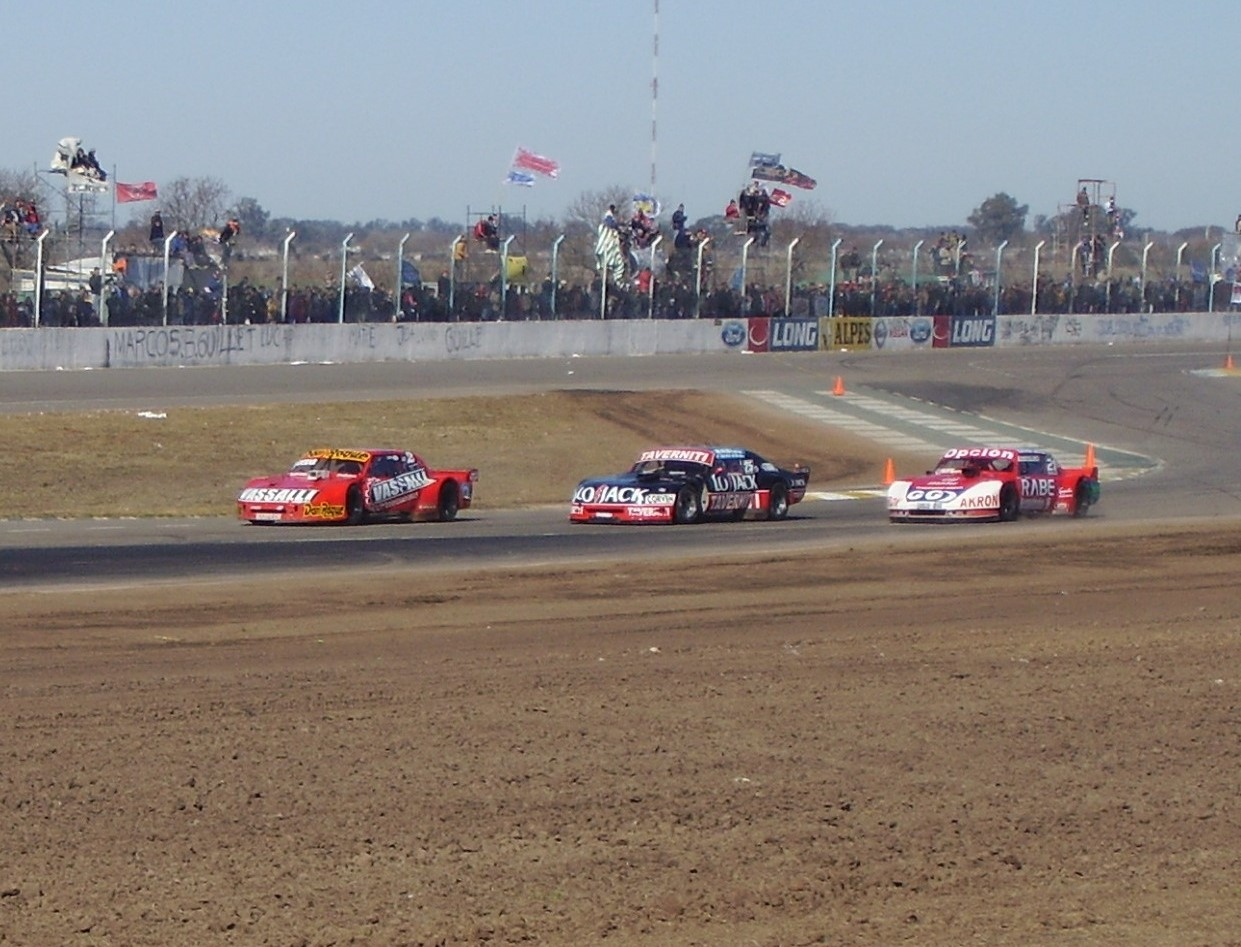
Marcos (centro) junto a sus hermanos Patricio y José Luis, en 2007.

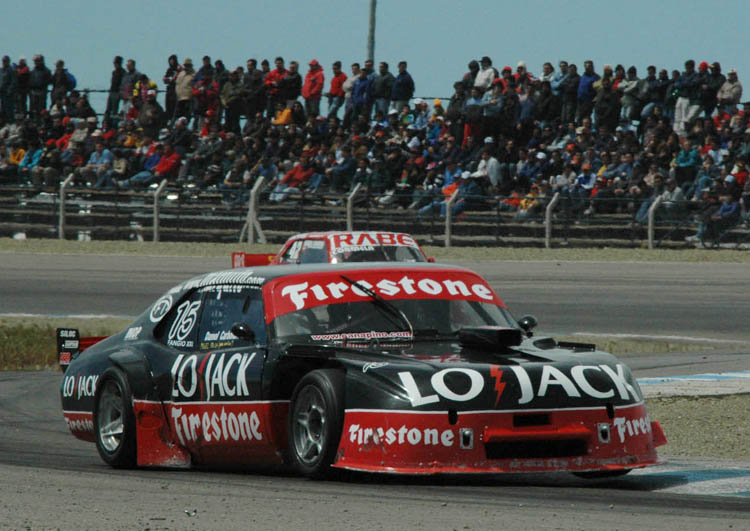
Chevrolet Chevy utilizado en el TC de 2008.

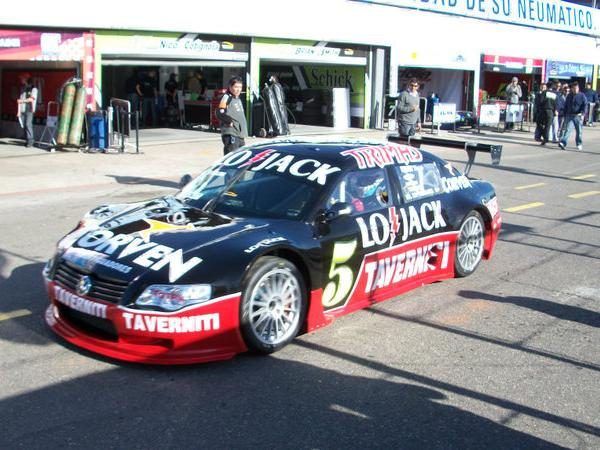
Volkswagen Passat de Marcos Di Palma del TRV6.

Marcos Di Palma (Arrecifes, Buenos Aires, Argentina, 10 de diciembre de 1972), más conocido como la Rubia o Loco Di Palma, es un expiloto de automovilismo argentino, destacado por ser defensor acérrimo de la marca Chevrolet a nivel nacional. Es hijo del popular piloto Luis Rubén Di Palma (fallecido en 2000) y hermano de los pilotos José Luis y Patricio Di Palma, y de la ex copiloto Andrea Di Palma. Tiene además una media hermana menor que él, llamada Valentina Di Palma, que es hija de su padre y de Fernanda Ortensi, ex copiloto de Supercart. Junto a sus hermanos conforma el llamado "clan Di Palma", por tratarse de una familia con gran tradición en el automovilismo nacional. Entre 2017 y 2021 fue  diputado de la Provincia de Buenos Aires.
Es apodado El Loco, al igual que su padre, aunque también se lo suele conocer con el diminutivo Marquitos, por ser el menor de la familia.

## Biografía
Hijo de Luis Rubén Di Palma y María Cayetana Lo Valvo, nació el 10 de diciembre de 1972 en Arrecifes, siendo el menor de cuatro hermanos. Sus inicios en el automovilismo los dio en los kartings zonales y siempre de la mano de su padre.
En 1991, tuvo su debut nacional al incorporarse a la extinta categoría Supercart. En esta categoría, si bien debutaría en la última temporada como zonal, tuvo su primera experiencia a nivel nacional, logrando consagrarse como su primer Campeón Argentino al comando de un IKA Torino preparado por el equipo de su padre, Luis Rubén. Como dato extra, este sería el único título de campeón que obtuviera Marcos a lo largo de toda su carrera deportiva.
En 1995, más precisamente en diciembre de ese año, debutó en la máxima categoría del país: El Turismo Carretera. Su debut, lo hizo a bordo de una Dodge GTX provista por Tapiales Auto Peña TAP. Si bien, nunca ganó un título con Chevrolet, su personalidad y estilo, como así también su fuerte identificación con esta marca, lo hicieron obtener el título de referente de la marca, honor compartido con pilotos campeones como el siete veces campeón Guillermo Ortelli o el excampeón Christian Ledesma, ambos adoptados por la hinchada luego de su pasado con Ford. Su colaboración en pos de defender un título para la marca se hacía muy notoria cada vez que ayudaba a Ortelli a obtener algún campeonato, como sucedió en el año 2001, cuando Di Palma perjudicó a Omar Martínez en beneficio del piloto de Salto, que finalmente terminaría ganando su tercer campeonato.
En 1999, Marcos Di Palma incursionó por primera vez en dos categorías al año, al debutar en Top Race. Y en 2003 inicia su incursión en el Turismo Nacional. Sin embargo, a pesar de haberse expresado en reiteradas oportunidades sobre su rechazo a correr en el TC 2000, ese mismo año debutó en la segunda categoría del país al volante de un Chevrolet Astra. Ese año, subiría por primera y única vez al podio, en tercer lugar. Por primera vez, alternaba el año entre tres categorías: Turismo Carretera, Turismo Nacional y TC 2000.
En 2005, con la implementación del campeonato del TRV6, volvió a esta categoría abandonando el TC 2000 y el Turismo Nacional. Pero en 2006, luego de 15 años defendiendo los colores de Chevrolet, Marcos Di Palma decide cambiar de marca y subirse a un Torino Cherokee, a modo de protesta por el reglamento técnico de la ACTC que perjudicaba a las Coupé Chevy. Con el Torino llegó a obtener una victoria luego de mucho tiempo. También cambió de marca en el TRV6 al subirse a un Alfa Romeo 156.
Finalmente en 2007 volvió a subirse al Chevrolet en el TC. Pero en 2008 por cuestiones reglamentarias del TRV6 debió subir a un Peugeot 407 (No se permitía la participación de los Chevrolet Vectra, aunque finalmente Gustavo Tadei apareció con uno).
En 2009 Marcos Di Palma se retiró del Turismo Carretera para dedicarse exclusivamente al Top Race.
En 2012 y 2013 participó en el Rally Dakar (junto a su hermano José Luis quien ya había participado en ediciones anteriores), abandonando en ambas.
En 2017 fue elegido diputado de la Provincia de Buenos Aires.
En diciembre de 2017 protagonizó un accidente de aviación por el cual dejó sin electricidad a la ciudad de Capitán Sarmiento, al colisionar contra un cable de alta tensión. El caso sería judicializado y fue procesado en junio de 2019.

## Resumen de carrera
| Temporada | Categoría                   | Equipo                     | Carreras | Victorias | Poles | VR | Podios | Puntos | Pos. |
| --------- | --------------------------- | -------------------------- | -------- | --------- | ----- | -- | ------ | ------ | ---- |
| 1991      | Supercart                   |                            | ?        | ?         | ?     | ?  | ?      | ?      | ?    |
| 1992      | Supercart                   | ?                          | ?        | ?         | ?     | ?  | ?      | 1.º    |      |
| 1993      | Supercart                   | ?                          | ?        | ?         | ?     | ?  | ?      | ?      |      |
| 1995      | Turismo Carretera           | 1                          | 0        | 0         | 0     | 0  | 4      | 85.º   |      |
| 1996      | Turismo Carretera           | 4                          | 0        | 0         | 0     | 0  | 0      | NC     |      |
| 1997      | Turismo Carretera           | Equipo Supertap            | 15       | 0         | 1     | 0  | 1      | 107    | 13.º |
| 1998      | Top Race                    | Di Palma Competición       | ?        | 1         | 0     | ?  | ?      | 0      | NC   |
| 1998      | Turismo Carretera           | JC Competición             | 14       | 0         | 0     | 1  | 3      | 127.5  | 8.º  |
| 1999      | Turismo Carretera           | Pablo Satriano Competición | 15       | 2         | 0     | 2  | 5      | 143    | 5.º  |
| 2000      | Top Race                    | MDP Competición            | ?        | 0         | 1     | ?  | ?      | 0      | NC   |
| 2000      | Turismo Carretera           | Pablo Satriano Competición | 15       | 2         | 1     | 5  | 4      | 161    | 5.º  |
| 2001      | Top Race                    | MDP Competición            | ?        | 3         | 0     | ?  | ?      | 0      | NC   |
| 2001      | Turismo Carretera           | Pablo Satriano Competición | 16       | 2         | 3     | 2  | 3      | 143    | 5.º  |
| 2002      | Top Race                    | MDP Competición            | ?        | 1         | 2     | ?  | ?      | 0      | NC   |
| 2002      | Turismo Carretera           | Pablo Satriano Competición | 14       | 2         | 0     | 1  | 2      | 156    | 6.º  |
| 2003      | Turismo Nacional - Clase 3  |                            | 10       | 0         | 0     | 0  | 3      | 79     | 8.º  |
| 2003      | Turismo Carretera           | 16                         | 0        | 0         | 1     | 0  | 78     | 18.º   |      |
| 2003      | Turismo Competición 2000    | DTA                        | 10       | 0         | 0     | 0  | 1      | 18     | 16.º |
| 2004      | Turismo Carretera           |                            | 16       | 1         | 0     | 0  | 1      | 101    | 15.º |
| 2005      | Top Race V6                 | MDP Competición            | ?        | ?         | ?     | ?  | ?      | 72     | 9.º  |
| 2005      | Turismo Competición 2000    | Edival Racing Team         | 1        | 0         | 0     | 0  | 0      | 0      | NC†  |
| 2005      | Turismo Carretera           | MDP Racing Team            | 11       | 1         | 0     | 1  | 2      | 103    | 14.º |
| 2006      | Turismo Carretera           | MDP Racing Team            | 15       | 1         | 0     | 0  | 1      | 62     | 24.º |
| 2006      | Top Race V6                 | MDP Racing Team            | 12       | 0         | 0     | 0  | ?      | 104    | 10.º |
| 2007      | Top Race V6                 | MDP Racing Team            | 9        | 0         | 0     | 1  | 2      | 95     | 11.º |
| 2007      | Turismo Carretera           | MDP Racing Team            | 16       | 0         | 0     | 0  | 3      | 132    | 9.º  |
| 2008      | TC Pista                    | MDP Racing Team            | 1        | 0         | 1     | 0  | 0      | 6.5    | 53.º |
| 2008      | Turismo Carretera           | MDP Racing Team            | 12       | 0         | 0     | 0  | 1      | 74     | 21.º |
| 2008      | Top Race V6                 | MDP Racing Team            | 12       | 0         | 0     | 0  | 0      | 65     | 19.º |
| 2009      | Top Race V6                 | MDP Racing Team            | 5        | 0         | 0     | 0  | 1      | 4      | 33.º |
| 2009      | Top Race V6                 | Martínez Competición       | 8        | 0         | 0     | 0  | 0      | 4      | 33.º |
| 2009      | Turismo Carretera           | Firestone JP Racing        | 4        | 0         | 0     | 0  | 0      | 95.5   | 19.º |
| 2009      | Turismo Carretera           | MDP Racing Team            | 11       | 0         | 0     | 0  | 0      | 95.5   | 19.º |
| 2010      | Copa América de Top Race V6 | MDP Racing Team            | 6        | 0         | 0     | 0  | 0      | 69     | 9.º  |
| 2011      | Top Race Series             | SDE Pfening Competición    | 5        | 0         | 0     | 0  | 1      | 0      | NC   |
| 2011      | Top Race V6                 | MDP Racing                 | 13       | 0         | 0     | 0  | 1      | 24     | 20.º |
| 2012      | Top Race V6                 | MDP Racing Team            | 8        | 0         | 0     | 0  | 0      | 16     | 18.º |
| 2012      | Top Race V6                 | Sportteam                  | 4        | 0         | 0     | 0  | 0      | 16     | 18.º |
| 2012      | Top Race Series             | MDP Racing Team            | 1        | 0         | 0     | 0  | 0      | 17     | 22.º |
| 2013      | Top Race V6                 | Sportteam                  | 6        | 0         | 0     | 0  | 0      | 0      | 15.º |
| 2013      | Top Race V6                 | MDP Racing Team            | 5        | 0         | 0     | 0  | 0      | 0      | 15.º |
| 2014      | Turismo Nacional - Clase 3  | Pezzini Competición        | 5        | 0         | 0     | 0  | 0      | 7      | 42.º |
| 2014      | Top Race Series             | Guidi Competición          | 1        | 0         | 0     | 0  | 0      | 0      | NC   |
| 2014      | Top Race V6                 | MDP Racing Team            | 4        | 0         | 0     | 0  | 0      | 28     | 23.º |
| 2016      | Turismo Carretera           |                            | 1        | 0         | 0     | 0  | 0      | 0      | 27.º |
| 2017      | Turismo Carretera           | Donto Racing               | 1        | 0         | 0     | 0  | 0      | 0      | NC   |
| Fuente:   |                             |                            |          |           |       |    |        |        |      |

- † Era piloto invitado, por lo que no sumó puntos.

## Resultados

### Turismo Competición 2000
| Año  | Equipo             | Auto               | 1    | 2   | 3   | 4   | 5   | 6   | 7   | 8   | 9   | 10  | 11  | 12    | 13 | 14  | Res. | Puntos |
| ---- | ------------------ | ------------------ | ---- | --- | --- | --- | --- | --- | --- | --- | --- | --- | --- | ----- | -- | --- | ---- | ------ |
| 2003 |                    |                    | SL I | GR  | TRE | SJU | BB  | OBE | RC  | SAL | RES | SR  | BA  | SL II | AG | MDP | 16°  | 18     |
| 2003 | DTA                | Chevrolet Astra II |      |     |     | Ret | Ret | 14  | 12  | 9   | 7   | 3   | 11  | NL    | 13 | Ret | 16°  | 18     |
| 2005 |                    |                    | BA I | PAR | VIE | SJU | OLA | AG  | CUR | OBE | RAF | SRA | CON | BA II | SL | GR  | -    | -      |
| 2005 | Edival Racing Team | Chevrolet Astra II |      |     |     |     |     |     |     |     |     |     |     | 7     |    |     | -    | -      |

## Filmografía
- 2006: Cars: una aventura sobre ruedas - Chick Hicks (Doblaje argentino)

## Palmarés
| Título  | Categoría | Automóvil  | Año  |
| ------- | --------- | ---------- | ---- |
| Campeón | Supercart | IKA Torino | 1992 |